# Resolutie 503 Veiligheidsraad Verenigde Naties
Resolutie 503 van de Veiligheidsraad van de Verenigde Naties werd op 9 april 1982 unaniem aangenomen door de vijftien leden van de VN-Veiligheidsraad.

## Achtergrond
Na de Tweede Wereldoorlog werd in Zuid-Afrika het apartheidssysteem ingevoerd waarbij blank en zwart volledig van elkaar gescheiden moesten leven, maar die eersten wel bevoordeeld werden. Het ANC, waarvan ook Nelson Mandela lid was, was fel tegen dit systeem. Ook in de rest van de wereld werd het afgekeurd, wat onder meer tot sancties tegen Zuid-Afrika leidde. Tegenstanders van het apartheidsregime werden op basis van de apartheidswetten streng gestraft.

## Inhoud
De Veiligheidsraad:
- Herinnert aan resolutie 473 en zijn verklaring over de doodstraffen die zijn opgelegd aan de Transvaalse afdeling van het hooggerechtshof in Pretoria tegen Neimbithi Johnson Lubisi, Petrus Tsepo Mashigo en Naphtali Manana, drie leden van het Afrikaans Nationaal Congres van Zuid-Afrika.
- Is erg bezorgd over de bevestiging van de doodstraffen door het Zuid-Afrikaans Hof van Beroep op 7 april 1982.
- Is diep bezorgd dat de uitvoering van de doodstraffen de situatie in Zuid-Afrika verder kan verergeren.

1. Roept Zuid-Afrika op de doodstraffen om te zetten.
2. Dringt er bij alle landen en organisaties op aan om hun invloed aan te wenden teneinde de levens van de drie mannen te redden.

## Verwante resoluties
- Resolutie 473 Veiligheidsraad Verenigde Naties
- Resolutie 475 Veiligheidsraad Verenigde Naties
- Resolutie 525 Veiligheidsraad Verenigde Naties
- Resolutie 527 Veiligheidsraad Verenigde Naties

Lijst ·  500 ·  501 ·  502 ·  503 ·  504 ·  505 ·  506 ·  507 ·  508 ·  509 ·  510 ·  511 ·  512 ·  513 ·  514 ·  515 ·  516 ·  517 ·  518 ·  519 ·  520 ·  521 ·  522 ·  523 ·  524 ·  525 ·  526 ·  527 ·  528